# 遥かなる国から来た男
『遥かなる国から来た男』（はるかなるくにからきたおとこ、Le Pays d'où je viens）は、1956年のフランスの映画。1957年日本公開時のポスターなどの印刷物における表記は『遙かなる国から來た男』。瓜二つの若者が一人の女性をめぐり巻き起こす騒動を描いたロマンチック・コメディ作品である。監督はマルセル・カルネで、カルネ初のカラー作品である。主演はフランソワーズ・アルヌール。

## キャスト
※括弧内は日本語吹替（テレビ版・初回放送1968年12月28日 NHK『劇映画』）
- マリネット：フランソワーズ・アルヌール（山崎左度子）
- ジュリアン／ペルスヴァル：ジルベール・ベコー（松本朝男）
- ルドヴィック：ジャン・トゥールー
- ミシェル：ジャン＝ピエール・ブレマー（沢井正延）
- ソフィ：シャンタル・ゴジ（芳賀蓉子）

## スタッフ
- 監督：マルセル・カルネ
- 脚本：マルセル・アシャール
- 撮影：フィリップ・アゴスティーニ
- 音楽：ジルベール・ベコー